# Agafangel (Dajněko)
Agafangel (vlastním jménem: Andrej Michajlovič Dajněko;* 30. září 1975, Norilsk) je kněz Ruské pravoslavné církve a biskup norilský a turuchanský.

## Život
Narodil se 30. září 1975 v Norilsku, v pravoslavné rodině. Roku 1992 ukončil v rodném městě střední školu. Od roku 1992 pomáhal v Norilském chrámě Matky Boží. Dne 16. července 1995 byl Antonijem biskupem Krasnojarským a Jenisejským postřižen na rjasofora se jménem Filip, na počest Metropolity Moskevského a Celé Rusy, divotvůrce a rukopoložen na diakona se jmenováním do služby v chrámě Boží Matky v Norilsku.
Dne 17. ledna 1996 byl v Pokrovském chrámě v Krasnojarsku postřižen na monacha se jménem Agafangel, na počest svatého mučedníka Agatangela. O den později byl biskupem Antonínem rukopoložen na jeromonacha se jmenováním do služby v Norilském chrámě. 17. února 1997 byl jmenován vikářem Svjato-Trojického Turuchanského mužského monastýru Krasnojarské eparchie.
Dne 30. května 1999 byl povýšen na igumena. Roku 2003 vystudoval Moskevský duchovní seminář. Dne 21. ledna 2009 byl jmenován děkanem Turuchanského děkanství. Roku 2010 vystudoval Moskevskou duchovní akademii a Pravoslavnou Svjato-Tichonovskou humanitární univerzitu. Dne 15. března 2012 byl potvrzen ve službě igumena. S rozhodnutím Svatého synodu byl dne 30. května 2014 ustanoven biskupem Norilským a Turuchanským.
Dne 5. června 2014 byl v chrámě Jana Křtitele v Krasnojarsku, metropolitou Krasnojarským a Ačinským Panteleimonem povýšen do hodnosti archimandrity.
Dne 6. července 2014 proběhla v Smolenském chrámě Novoděvičího kláštera v Moskvě jeho biskupská chirotonie. Liturgie byla vedená Jeho Svatostí Kirilem patriarchou moskevským a Celé Rusy.